# Clethra skutchii
Clethra skutchii  es una especie de planta en la familia Clethraceae. Es endémica de Guatemala donde fue únicamente registrada en el departamento de Quetzaltenango. Es un árbol que puede alcanzar una altura de 20 m y que crece en bosques húmedos montanos en altitudes de 1300 a 3000 m s. n. m.